# Lambda Geminorum
Lambda Geminorum (λ Geminorum, λ Gem) è un sistema stellare situato nella costellazione dei Gemelli di magnitudine apparente +3,58. Dista dalla Terra 101 anni luce.

## Osservazione
La stella è posta a sud-est di Alhena, in direzione di Polluce. Avendo declinazione +16°, cioè essendo collocata abbastanza vicino all'equatore celeste, benché si tratti di una stella dell'emisfero boreale, è visibile anche in tutte le regioni abitate dell'emisfero australe. Diviene circumpolare solo nelle estreme regioni settentrionali dell'emisfero boreale, oltre il 74º parallelo, ossia nelle parti più settentrionali della Russia, del Canada e della Groenlandia. Essendo di magnitudine 3,6, la si può osservare anche dai piccoli centri urbani senza difficoltà, sebbene un cielo non eccessivamente inquinato sia maggiormente indicato per la sua individuazione. Il periodo migliore per la sua osservazione ricade nei mesi dell'inverno boreale, che corrispondono ai mesi estivi dell'emisfero australe della Terra.

## Caratteristiche fisiche
Lambda Geminorum è un sistema stellare triplo; Lambda Geminorum A è una stella bianca di sequenza principale di tipo spettrale A3V. Ha una massa 2,1 volte quella del Sole, un raggio 2,4 superiore ed è 12 volte più luminosa. La temperatura superficiale è di 8000 K e la velocità di rotazione di 154 km/s, il che implica un periodo di rotazione inferiore alle 19 ore. Viene classificata anche come stella variabile, la sua magnitudine fluttua infatti da +3,52 a +3,62
Lambda Geminorum B è separata di 10 secondi d'arco da A, ma pare mostrare lo stesso moto proprio nel cielo ed essere quindi legata gravitazionalmente ad A. Ha una magnitudine apparente +10,7 e si tratta di una nana arancione di classe K8, che ruota attorno alla principale in un periodo di oltre 3000 anni, ad una distanza media di 300 UA.
Lambda Geminorum Ab, scoperta mediante un'occultazione lunare, è molto prossima ad A, si trova infatti a pochi centesimi di secondo d'arco e le sue caratteristiche non sono ben conosciute. L'età stimata del sistema è di circa 800 milioni di anni.